# Zelenopillea, Sverdlovsk
Zelenopillea (în ucraineană Зеленопілля) este un sat în comuna Novoborovîți din raionul Sverdlovsk, regiunea Luhansk, Ucraina.

## Demografie
Componența lingvistică a localității Zelenopillea
     Ucraineană (89,8%)
     Rusă (10,2%)
Conform recensământului din 2001, majoritatea populației localității Zelenopillea era vorbitoare de ucraineană (89,8%), existând în minoritate și vorbitori de rusă (10,2%).